# Oberek

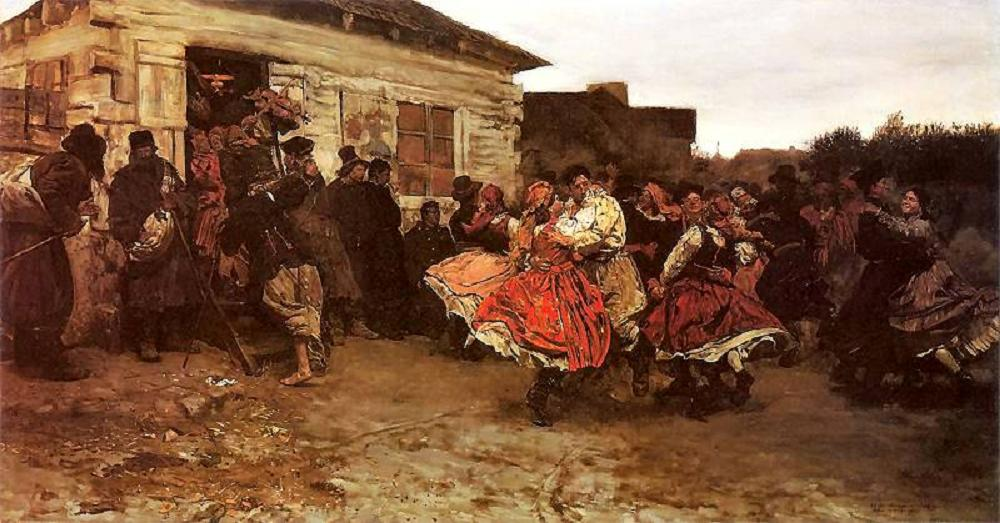
Józef Chełmoński: Oberek (1878)

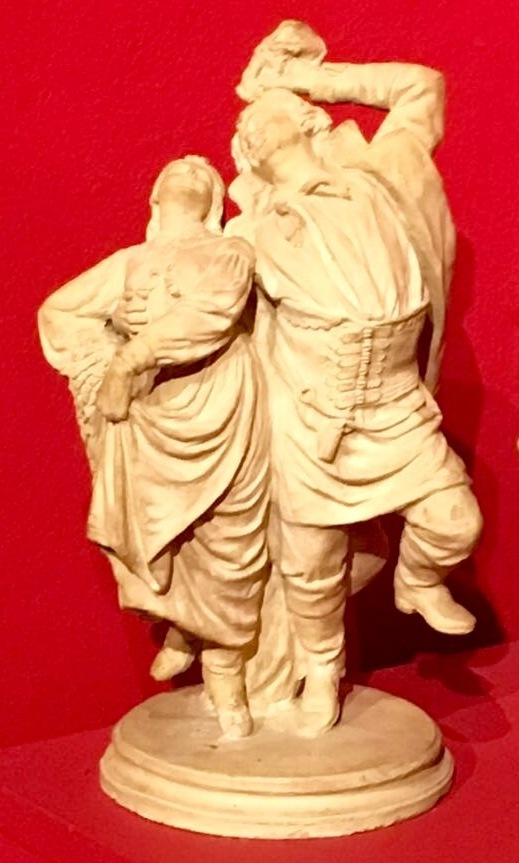
Antoni Kurzawa: Oberek (1881)

Der Oberek (auch Obertas oder Ober) ist ein traditioneller Tanz aus Polen  und eine musikalische Tanzform, die auf dem Oberek-Tanz basiert.
Der schnelle Drehtanz wird als einer der lebendigsten Tänze der fünf nationalen Tänze Polens (siehe auch Mazurka, Polonaise, Kujawiak und Krakowiak) beschrieben. Der Oberek hat seinen Ursprung in den Dörfern Masowiens, einer Woiwodschaft oder Provinz in der Mitte Polens. Der Tanz im Dreiachtel- oder Dreivierteltakt wird in der Regel paarweise getanzt. Der Name Oberek kommt von dem Verb obracać się, was die Rotation der Tänzer wiedergibt. Dies ist die wichtigste Bewegung im Tanz: die Tänzerinnen und Tänzer drehen und drehen sich auf der Tanzfläche und begleiten den Tanz oft mit Refrains, Schreien und Trampeln.
Der Oberek wird heute in ganz Polen von verschiedenen Volkstanzensembles wie Mazowsze und Śląsk getanzt. Sie tanzen eine für die Bühne angepasste Choreographie des Obereks.
Der Oberek war auch eine Quelle der Inspiration für verschiedene polnische Komponisten wie Oskar Kolberg und Henryk Wieniawski. Bei westlichen Komponisten ist der Oberek keine geläufige Form.
Man kennt den Oberek auch als eine Form der Mazurka. Einige von Chopins schnellen Mazurkas gelten als Oberek. Der russische Komponist Alexander Glasunow (1865–1936) schrieb einen Mazurka-Oberek in D-Dur für Violine mit Orchester. Der letzte der Vier polnischen Tänze für Orchester (1954) von Tadeusz Szeligowski (1896–1963) ist ein Oberek, auch der erste der Quatre danses polonaises von Aleksander Tansman. Ein Bravourstück ist der Oberek von Grażyna Bacewicz (1909–1969) für Violine und Klavier.
Die Form lebt auch in der zeitgenössischen Musik und im Jazz weiter. Grzegorz Miśkiewicz beispielsweise komponierte einen Oberek für Klavier. Eines der 19 Stücke aus dem Album Mazurki („Mazurkas“) des Jazzers Artur Dutkiewicz ist mit Mazurek Oberek betitelt. Das Artur Dutkiewicz Trio spielte einen Warsaw Oberek ein.
Der Oberek wurde vielfach künstlerisch dargestellt, darunter das Gemälde Oberek (1878) von Józef Chełmoński und die Plastik Oberek (1881) von Antoni Kurzawa. Die Malerin Zofia Stryjeńska (1894–1976) stellte in ihrer Reihe Tańce polskie („Polnische Tänze“; 1927) auch einen Oberek tanzendes Paar dar.